# オザミス
オザミス（Ozamiz、 Ozamis とも綴られる）は、フィリピン南部ミンダナオ島の西部サンボアンガ半島の付け根にあるミサミス・オクシデンタル州の都市。南はイリガン湾からさらに内陸へ食い込んだパンキル湾に面している。2007年の国勢調査では人口は123,137人、世帯数は22,170世帯。バランガイ数は51。
オザミスの名は、この地の知事、下院議員、後にはミサミス・オクシデンタル州から選出された最初の（そして現在のところ唯一の）上院議員で、第二次世界大戦時には日本軍に抵抗して処刑されたホセ・F・オザミス（José F. Ozámiz）を記念してつけられている。それ以前の名は、ミサミス（Misamis）であった。

## 地理
背後には標高2411mのマリンダン山（Malindang Mountain）が立ち、周囲のランドマークとなっている。この一帯の土壌は火山活動により形成され、周囲にはラハールの跡がたくさん見つかっている。海岸から徐々に高地になっており、市域内でも一番標高の高い部分は涼しい気候になっている。海岸部はマングローブが多く養魚場も点在する。平地はコメ、高地はココナツやバナナ栽培が盛ん。
季節は雨季と乾季からなり、市街地の年平均気温は27度。

## 歴史
オザミス、旧名ミサミスはイエズス会によって開かれた町であった。ミサミスの名の由来は明らかでないが、現地語（スバノン語）でココナツの種類を意味する「Kuyamis」が元ではないかと思われる。スバノン族は南のラナオ方面からの海賊によりミサミス・オリエンタル州やサンボアンガ・デル・ノルテ州方面へ移住し、かわってブキドノン州やセブ島、ボホール島からの移住者がこの地に来た。
ミサミスはモロ人や海賊に対するスペイン人植民者の砦となった。現在でも当時の石造の要塞がオザミスには残っており、後に日本軍部隊もこの砦に駐留した。さらにこの一帯を管轄する軍政府がイリガンからミサミスに移転した。18世紀、19世紀にはミサミスは北部ミンダナオの首都として繁栄した。
ミサミスは1948年7月16日に市制施行し、市（Chartered City）となった。後にミサミスは、この地の高名な政治家で、日本軍に対する地下運動を組織して最後には処刑されたホセ・F・オザミスにちなみ「オザミス」と改名された。